# スージー・バトコビッチ
スージー・バトコビッチ＝ブラウン（Suzy Batkovic-Brown、女性:1980年12月17日 - ）は、オーストラリアのプロバスケットボール選手。ニューサウスウェールズ州ラムトン出身。ポジションはセンター。

## 人物
WNBLのシドニー・パンサーズでプロデビュー。2001年にタウンズビル・ファイヤーに1シーズン在籍した後、フランスのヴァランシエンヌに移籍。
2004年にスペインのロス・カサレス、2005年から2007年までロシアのUMMCエカテリンブルクでプレー。
2003年にWNBAのシアトル・ストームからドラフト全体22位指名を受けるが、実際に契約したのは2005年となった。2009年にもプレー。
バスケットボール女子オーストラリア代表にも選ばれ、アテネ、北京オリンピック2大会連続で銀メダルを獲得。
2009年5月30日に結婚。